# Francis André (Milizionär)
Charles Francis André alias Gueule tordue (Schiefmaul) (manchmal Charles-Francisque André) (* 25. Februar 1909 in Lyon, Frankreich; † 9. März 1946 in Fort de la Duchère, Lyon, Frankreich) war ein französischer Milizionär, Kollaborateur und Folterer für die Gestapo.

## Leben
Er wuchs in Romans auf. Seine Gesichtslähmung soll durch einen Autounfall in seiner Pubertät entstanden sein. Zuerst war er Kommunist, 1937 trat er der Französischen Volkspartei (PPF) bei. Er wurde Leibwächter von Jacques Doriot, dem Parteigründer, und trat bei Konflikten mit anderen Parteien in Erscheinung, da er ein ehemaliger Boxer war.
Während des Zweiten Weltkrieges war er Klaus Barbies berüchtigtster Zuträger und Folterknecht (Spitzname: der Bademeister). Er gründete im November 1943, auf Bitten von Jacques Doriot, die MNAT (Mouvement national antiterroristes), da die Gestapo nicht allen Anzeigen nachgehen konnte, wurden „Aufträge“ an die MNAT gegeben. Die MNAT setzte sich aus Mitgliedern der PPF, Kollaborateuren, Schlägern, Kriminellen, Zuhältern und Prostituierten zusammen, der Führungsoffizier war August Moritz. Die MNAT soll 200 Personen umfasst haben.
1944 war er am Massaker von Saint-Genis-Laval beteiligt. Er führte am 13. Juli 1944 Repressalien im Dorf Saint-Hilaire-de-la-Côte (Isère) durch. Am 21. August flohen er und andere über Côte-d’Or und Nancy auf die Insel Mainau, wo er später verhaftet wurde.
André soll 160 Menschen getötet haben. Er wurde am 19. Januar 1946 für 120 Morde zum Tode verurteilt und am 9. März 1946 mit fünf seiner Komplizen (Antonin Saunier, Gabriel Gailloud (Gaydou genannt), Bressy, Constantini und Egger) hingerichtet. Die restlichen Angeklagten Maurice Deaujard, Morelli und Thoreau erhielten Haftstrafen.